# Daniel Hagen
Daniel Hagen ist ein US-amerikanischer Schauspieler und Drehbuchautor.

## Leben
1990 hatte Hagen in dem Film Fegefeuer der Eitelkeiten seinen ersten Auftritt. 1994 stand er in der Fernsehserie Law & Order erstmals für das Fernsehen vor der Kamera. Seine erste wiederkehrende Rolle hatte er 1996 in der Fernsehserie Party of Five. In der Fernsehserie Zeichen spielte Hagen 2018 bis 2020 eine durchgehende Rolle.
2018 schrieb er das Drehbuch zu Rose Is a Rose Is a Rose. Hierfür gewann er den Silver Eddy Award.

## Filmografie
- 1990: Fegefeuer der Eitelkeiten (The Bonfire of the Vanities)
- 1991: Ein Vermieter zum Knutschen (The Super)
- 1993: Die Sache mit dem Feuer (Wilder Napalm)
- 1993: Ein Concierge zum Verlieben (For Love or Money)
- 1994: Law & Order (Fernsehserie, Folge 5x03 Ein Fall von Notwehr)
- 1996: Maybe This Time (Fernsehserie, Folge 1x12)
- 1996: Party of Five (Fernsehserie, 3 Folgen)
- 1996: Townies (Fernsehserie, Folge 1x07)
- 1997: NewsRadio (Fernsehserie, Folge 3x17)
- 1997: Life... and Stuff (Fernsehserie, Folge 1x05)
- 1997, 1999: Sabrina – Total Verhext! (Sabrina, the Teenage Witch, Fernsehserie, 2 Folgen)
- 1998: Seinfeld (Fernsehserie, Folge 9x11 Beim Autohändler)
- 1998: Profiler (Fernsehserie, Folge 2x12 Im Zeichen des Schützen)
- 1998: From the Earth to the Moon (Miniserie, Folge 1x06)
- 1998: Verrückt nach dir (Mad About You, Fernsehserie, Folge 6x23 Nanny gesucht)
- 1998: Clueless – Die Chaos-Clique (Clueless, Fernsehserie, Folge 2x22)
- 1998: Cybill (Fernsehserie, Folge 4x20)
- 1999: Friends (Fernsehserie, Folge 5x13 Die beste Massage der Welt)
- 1999: Tief wie der Ozean (The Deep End of the Ocean)
- 1999: Diagnose: Mord (Diagnosis: Murder, Fernsehserie, Folge 7x02 Der Schlafwandler)
- 1999: Roswell (Fernsehserie, Folge 1x06)
- 2000: Drew Carey Show (The Drew Carey Show, Fernsehserie, Folge 6x01)
- 2001: Highway to Hell – 18 Räder aus Stahl (18 Wheels of Justice, Fernsehserie, Folge 2x13)
- 2001: Two for One (Fernsehfilm)
- 2002: Buffy – Im Bann der Dämonen (Buffy the Vampire Slayer, Fernsehserie, Folge 6x11 Verschwunden)
- 2002–2003: The Guardian – Retter mit Herz (The Guardian, Fernsehserie, 4 Folgen)
- 2003: CSI: Vegas (CSI: Crime Scene Investigation, Fernsehserie, Folge 3x11 Mord à la Carte)
- 2003: Lady Cops – Knallhart weiblich (The Division, Fernsehserie, Folge 3x20)
- 2003: Charmed – Zauberhafte Hexen (Charmed, Fernsehserie, Folge 6x05 Tödliche Liebe)
- 2003: Baby Bob (Fernsehserie, Folge 2x04)
- 2004: Open House
- 2004: The Wild Card
- 2004: Fatherhood (Fernsehserie, Folge 1x05, Sprechrolle)
- 2004: Grimmig und Übel (Evil Con Carne, Fernsehserie, Folge 2x01, Sprechrolle)
- 2006: Ten ’til Noon – Zeit tötet (Ten ’til Noon)
- 2006: Welcome, Mrs. President (Commander in Chief, Fernsehserie, Folge 1x16)
- 2006: Windfall (Fernsehserie, 2 Folgen)
- 2006: Navy CIS (Navy NCIS, Fernsehserie, Folge 4x03 Schnelle Liebe)
- 2007: Chicago 10 (Dokumentarfilm, Sprechrolle)
- 2008: Mein Schatz, unsere Familie und ich (Four Christmases)
- 2009: Der Informant! (The Informant!)
- 2009: Loaner
- 2009: First Strike
- 2010: Meister Mannys Werkzeugkiste (Handy Manny, Fernsehserie, Folge 3x17, Sprechrolle)
- 2012: Criminal Minds (Fernsehserie, Folge 7x12 Melodie des Schreckens)
- 2012–2013: Oliver Stone – Die Geschichte Amerikas (The Untold History of the United States, Miniserie, 2 Folgen)
- 2015: Justice League: Gods and Monsters Chronicles (Webserie, Folge 1x02, Sprechrolle)
- 2015: Justice League: Götter und Monster (Justice League: Gods and Monsters, Sprechrolle)
- 2015: We Bare Bears – Bären wie wir (We Bare Bears, Webserie, Folge 1x15 Wir und unser Zuhause, Sprechrolle)
- 2016: Rizzoli & Isles (Fernsehserie, Folge 7x09 65 Stunden)
- 2016–2017: The Fosters (Fernsehserie, 2 Folgen)
- 2017: Feud (Fernsehserie, Folge 1x04)
- 2017: Marvel Spider-Man (Marvel's Spider-Man, Fernsehserie, Folge 1x02, Sprechrolle)
- 2018: Die Abenteuer von Wolfsblut (Croc-Blanc, Sprechrolle)
- 2018: American Crime Story (Fernsehserie, Folge 2x04 Die Hütte am See)
- 2018: Summer Camp Island (Webserie, 2 Folgen, Sprechrolle)
- 2018: Strange Angel (Fernsehserie, Folge 1x07)
- 2018: The Kids Are Alright (Fernsehserie, Folge 1x07)
- 2018–2020: Zeichen (Znaki, Fernsehserie, 5 Folgen, Sprechrolle)
- 2019: I Am the Night (Fernsehserie, Folge 1x05)
- 2019: Triads (The Third, Fernsehserie, 2 Folgen)
- 2020: Hollywood (Miniserie, Folge 1x06)
- 2020: Ratched (Fernsehserie, Folge 1x06)
- 2020: The Audio Adventurebook of Big Dan Frater, Vol. 2 (Miniserie, Folge 1x01)
- 2020: ThunderCats Roar (Fernsehserie, 2 Folgen, Sprechrolle)
- 2022: Hochwasser (Wielka woda, Fernsehserie, 4 Folgen, Sprechrolle)
- 2022: Ernest & Célestine: Die Reise ins Land der Musik (Ernest et Célestine: Le Voyage en Charabie, Sprechrolle)
- 2023: Unruly Passenger
- 2023: The Boogeyman (Sprechrolle)